# Волчий-Первый
Волчий-Первый — хутор в Волоконовском районе Белгородской области России. В составе Тишанского сельского поселения.

## География
Хутор расположен в восточной части Белгородской области, на правом берегу реки Волчьей, близ границы с Украиной, в 21,1 км к западо-юго-западу от районного центра Волоконовки. Ближайшие населённые пункты: хутора Верный напротив и Бочанка ниже по руслу на противоположном берегу Волчьей. В Волоконовском районе имеются населённые пункты с перекликающимися названиями — хутор Волчий-Второй, село Волчья Александровка.

## История
В 1825 году небольшой хутор при речке Волчьей имел 23 двора. Принадлежал хутор помещице Н.Д. Лосевой,,  вышедшей замуж за майора Д.Д. Градовского, участника сражения при Бородине и заговора декабристов.
Согласно ревизским сказкам за 1850 год помещица хутора майорша Анна Николаевна Градовская (1811-1867). Хутор получен по завещанию от родителей: чиновника 4-го класса, кавалера Николая Васильевича Лосева (1780-1826) и Натальи Дмитриевны Лосевой (Хрущевой)(1787- 1829).

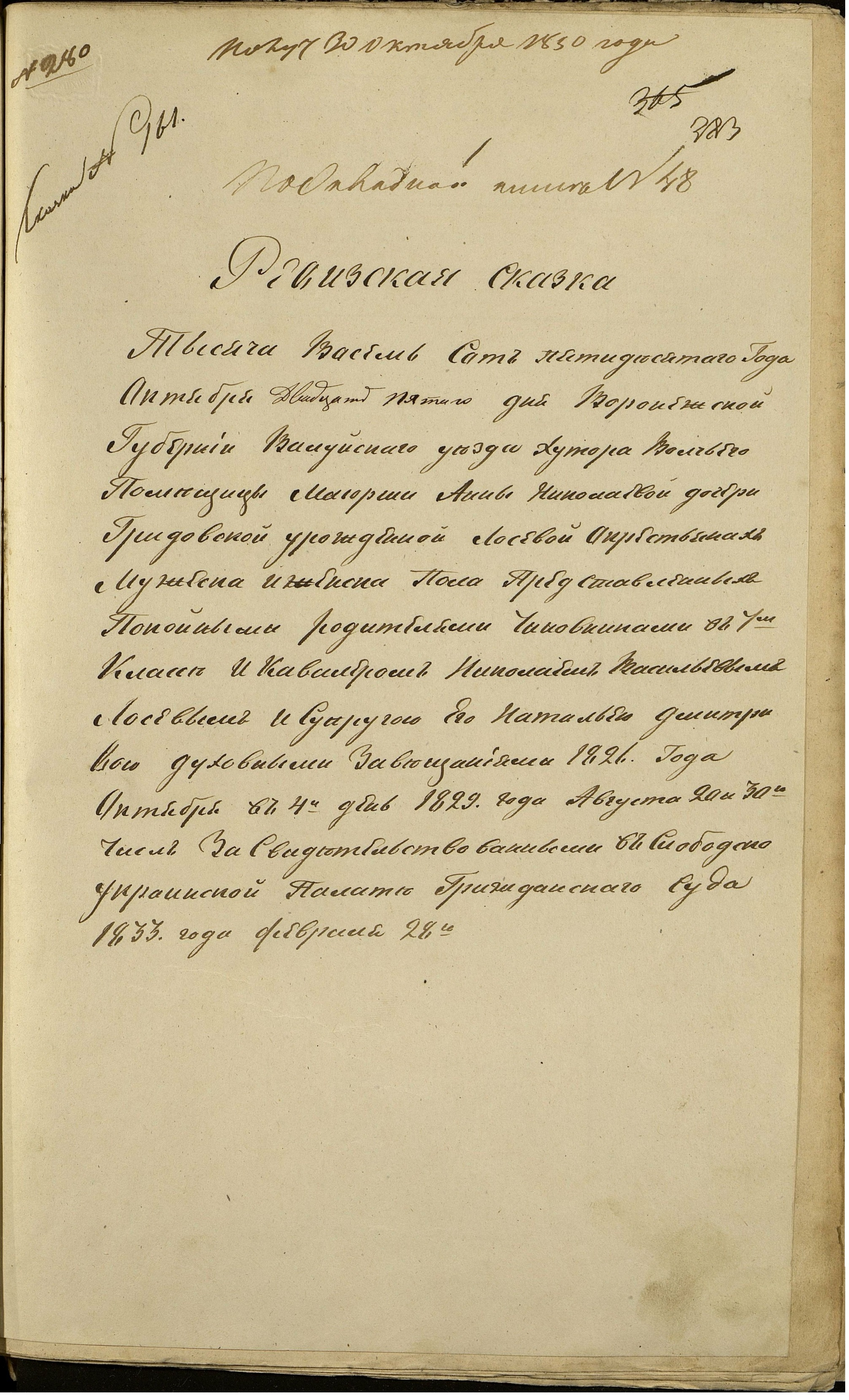
Заглавная страница ревизских сказок 1850 г. по х. Волчему, Валуйского уезда, Воронежской губернии.

В 1889 году на хуторе была открыта начальная школа (хотя деревянное здание для нее было воздвигнуто лишь в 1909 году).
К началу 1900 года хутор Волчий (Волоконовский) Волчанского общества Верхне-Лубянской волости Бирюченского уезда «вместе с хутором Новодевичим» — 51 двор. 
В 1920 году на х. Волчий стоит батька Нестора Махно со своим штабом, его отряд совершил рейд по Валуйскому уезду
В перечне населенных пунктов Волоконовского района 1932 года — хутор Волчий 1-й (Градское) — в составе Тишанского сельсовета.

## Интересные факты
В 1829 году майор Дмитрий Дмитриевич Градовский, тогдашний владелец села, уволился со службы и поселился на хуторе Волчий, где и провел почти четыре десятка лет. Он завел на хуторе небольшой завод по производству селитры. В заболоченном верховье Волчьей, где располагалось имение, помещик-изобретатель устроил по собственному проекту водяную мельницу. Да так удачно, что попутно было осушено болото, а мельница даже в январе при самом низком уровне воды вырабатывала 13 пудов муки в час. Для своих детей и детей дворян, с которыми Градовский был дружен, он завел домашнюю школу. Питомцами этой школы были и известный профессор-юрист, историк права А.Д. Градовский (сын Дмитрия Дмитриевича), и не менее известный публицист и общественный деятель Н.А. Корф. 

## Население
В 1825 году хутор насчитывал 245 жителей.
В 1850 году помещичьих крестьян числилось 397
В 1858 году разделение по помещикам х. Волчий, Валуйского уезда:
А.Н. Градовской - 385 человек крестьян и дворовых;
В. Н. Панина - 241 человек крестьян;
В. А. Трубецкого - 6 человек переведены в ближайшие районы, числится 0
К началу 1861 года на хуторе Волчьем было 49 дворов, 317 хуторян.
В 1932 году на хуторе было 386 жителей.
В 1979 году на хуторе Волчий-Первый было 167 жителей, через 10 лет — 109 (41 мужчина, 68 женщин).
В 1997 году на хуторе Волчий-Первый — 46 хозяйств, 97 жителей.
| 1859 | 1897 | 2002 | 2010 |
| ---- | ---- | ---- | ---- |
| 436  | ↗547 | ↘81  | ↗82  |